# Efterlevandeguiden
Efterlevandeguiden.se är en svensk webbplats som riktar sig till efterlevande. Webbplatsen ger en samlad information om hur och vad man behöver göra efter ett dödsfall. Den lanserades 27 september 2016. 
Efterlevandeguiden.se drivs och finansieras av Pensionsmyndigheten, Skatteverket och Försäkringskassan.

## Innehåll på webbplatsen
Syftet med efterlevandeguiden är att samla kortfattad information som finns utspridd hos myndigheter och organisationer, hänvisa till myndighetsinformation samt kontaktuppgifter till myndigheter och organisationer som är relevanta för ett dödsbo. Webbplatsen är en guide för att sköta ett dödsbo, ledighet vid dödsfall, bouppteckning, begravning, informera om dödsfallet, arvskifte, sorg, deklarera dödsbo med mera.

## Utmärkelser
- Internetworld topp 100 (hederspris, men ej med på topp 100-listan) [3]
- inUse Award 2017 (hedersomnämnande, men ej pris)[4]